# Szovjetszkojei járás (Altaji határterület)
A Szovjetszkojei járás (oroszul: Советский район) Oroszország egyik járása az Altaji határterületen. Székhelye Szovjetszkoje.

A Szovjetszkojei járás az Altaji határterületen

## Népesség
- 1989-ben 17 381 lakosa volt.
- 2002-ben 18 060 lakosa volt, melyből 16 852 orosz, 578 német, 179 ukrán, 115 örmény, 62 fehérorosz, 41 azeri, 38 tatár, 34 altaj stb.
- 2010-ben 16 467 lakosa volt.